# 9,10-bis(fenylethynyl)antraceen
9,10-bis(fenylethynyl)antraceen, is een polycyclische aromatische koolwaterstof met als brutoformule C30H18. De stof wordt gebruikt voor chemoluminescentie in bijvoorbeeld lightsticks. Ze zendt in aangeslagen toestand een groen licht uit. 9,10-bis(fenylethynyl)antraceen wordt ook gebruikt als dopering bij organische halfgeleiders, voor gebruik in organische LEDs.
De in de aangeslagen toestand uitgezonden golflengte kan verlaagd worden door halogeen- of alkyl substitutie op het antraceengedeelte van de molecule. Andere gebruikte stoffen voor chemoluminescentie zijn dan ook bijvoorbeeld:
- 1-chloor-9,10-bis(fenylethynyl)antraceen (geel-groen licht, hoge intensiteit)
- 2-chloor-9,10-bis(fenylethynyl)antraceen (groen licht, lage intensiteit)
- 1,2-dimethyl-9,10-bis(fenylethynyl)antraceen
- 2-ethyl-9,10-bis(fenylethynyl)antraceen